# Kjellerup
 For alternative betydninger, se Kjellerup (flertydig). (Se også artikler, som begynder med Kjellerup)
Kjellerup er en by i Midtjylland med 5.177 indbyggere  (2024), beliggende 12 km vest for Ans, 18 km øst for Karup, 22 km syd for Viborg og 16 km nordvest for Silkeborg. Kjellerup hører til Silkeborg Kommune og ligger i Region Midtjylland.
Kjellerup ligger i Hørup Sogn. I den nordøstlige del af byen ligger Hørup Kirke, som oprindeligt var en romansk bygning fra 1200-tallet, men blev genopbygget i gammel stil efter en brand i 1872.

## Etymologi
Hørup Kirke ligger nordøst for Tange Å, men sydvest for åen lå bebyggelsen Kjelderup, hvis navn kan oversættes til Brøndbakke, da "kjel" er det gamle ord for brønd og "rup" betyder bakketop.

## Historie
I 1682 bestod Kjellerup landsby af 12 gårde. Det samlede dyrkede areal udgjorde 313,3 tønder land skyldsat til 58,77 tønder hartkorn. Driftsformen var græsmarksbrug uden tægter.
Den oprindelige landsby lå vest for et tilløb til Tange Å. Efter udskiftningen opstod en ny bebyggelse øst for dette vandløb i et vejkryds i Lysgård Herred, der forbandt de to oprindelige landsbyer Hørup og Kjellerup (vejen mellem Thorning og Iller-(Ans)) krydsede den nord-sydgående landevej mellem Silkeborg og Viborg. Her udviklede sig en markedsplads, apotek, teglværk, smedje, mølle og skole.
I 1875 omtales forholdene således: "Hørup med Thing- og Arresthuus, Vandmølle, Almtoft med Skole og Kjellerup med Skole, Apothek og Kro".
Omkring århundredeskiftet beskrives Kjellerup således: "Kjellerup (1490: Koldrup) — 1/2 1901: omtr. 1000 Indb. — ved Landevejen, med Herredskontor (fra 1869), Herredsfogedbolig, Valgsted for Amtets 3. Folketingskr., Sessionssted for 5. Udskrivningskr.’ Lægd 61-86, Missionshus (opf. 1899), Skole, Forskole, Realskole (opr. 1890), teknisk Skole (opr. 1893), Apotek, Lægebolig, Sparekasse for Lysgd. m.fl. Herreder (opr. 4/4 1866; ..., Antal af Konti 1524), Købmandshdlr., Mølle, Maskinværksteder, Ølbryggeri, mange Haandværkere, Hotel, Markedsplads (Marked i Apr., Maj, Sept. og Okt.; paa Markedspladsen en 1894 rejst Mindestøtte for Folketingsmand Niels Albertsen), Telegraf- og Telefonst. samt Postkontor (Byen er mod V. og N. omgiven af en 1889-97 anl. Plantage)".
I 1901 havde Kjellerup 986 indbyggere, i 1906 1.122, i 1911 1.193 indbyggere, i 1916 1.292 indbyggere, i 1921 1.415 indbyggere, i 1925 1.381 indbyggere, i 1930 1.668 indbyggere, i 1935 1.907 indbyggere, i 1940 1.868 indbyggere, i 1945 2.207 indbyggere, i 1950 2.257 indbyggere, i 1955 2.424 indbyggere, i 1960 2.637 indbyggere og i 1965 3.000 indbyggere.

### Kjellerup tingsted og herredskontor
Fra 1687 havde Lysgård og Hids Herreder tingsted i Hinge. Det blev i 1836 flyttet til en bygning overfor Hørup Kirke, og her blev første gang holdt ret 23. november 1837.
I 1869 blev herredskontoret flyttet fra Hørup til Kjellerup, hvor nu Vestergade 4 ligger.
Ejeren af Hald Hovedgård, Christopher Krabbe, blev herredsfoged i 1886 og ønskede at bosætte sig i herredet. En kreds af Kjellerups borgere skænkede ham byggegrunden til en herredsfogedbolig. Huset blev bygget som en kopi af Hald Hovedgård og taget i brug som bolig og herredskontor i 1887. Tinghuset i Hørup var udvidet i 1859, men det var også naturligt at flytte det til Kjellerup, og 24. december 1909 kunne Krabbe afslutte sin tjeneste som herredsfoged med at indvie den nye tinghusbygning på markedspladsen - det nuværende Torvet, hvor der står en buste af Christopher Krabbe i anlægget foran bygningen.
Ved retsreformen i 1919 forsvandt herredsfogedtitlen. Herredsfogeden var både dommer og anklager, men ved reformen overgik anklagemyndigheden til politiet i Viborg, mens Kjellerup beholdt dommerembedet. Herredsfogedboligen på Østergade 28 blev nu dommerbolig/dommerkontor og har senere lagt navn til sidevejen Dommerparken.

#### Kjellerup retskreds
I 1971 kom der forslag om at nedlægge Kjellerup retskreds. Det vakte stor lokal modstand, og i stedet blev retskredsen fra 1. april 1973 udvidet til at omfatte de 4 kommuner Kjellerup, Bjerringbro, Karup og Hvorslev. Samtidig blev dommerboligen nedlagt, så huset udelukkende var dommerkontor. Ved Politi- og Domstolsreformen 1. januar 2007 blev Kjellerup retskreds lagt ind under Retten i Viborg. I tinghuset er der nu revisionskontor.

### Jernbanen
Kjellerup by fik i 1912 station på Rødkjærsbro-Kjellerup Banen. Som endestation havde Kjellerup Station en tosporet remise, der er bevaret på Dæmningen 2 og nu huser Jysk Brandmuseum. I 1924 blev jernbanen forlænget til Silkeborg og skiftede navn til Silkeborg-Kjellerup-Rødkjærsbro Jernbane.
Den pompøse stationsbygning er bevaret på Jernbanegade 14-18. Øst for bygningen er der opført boliger på stationsterrænet, men ellers er banetracéet bevaret som sti mod sydøst gennem byen.

### Kjellerup Sygehus
Kjellerup Sygehus åbnede i 1914; det lukkede i 2010.

### Kjellerup Kommune
Ved kommunalreformen i 1970 indgik Hørup Sognekommune sammen med 7 andre i Kjellerup Kommune, der havde Kjellerup som hovedsæde. Ved kommunalreformen i 2007 indgik Kjellerup Kommune i Silkeborg Kommune.

### Galleri
- Hørup Tinghus
- Herredsfogedboligen
- Det gamle apotek
- Kjellerup Sygehus
- Den gamle biograf
- Banestien ved Ågade

## Faciliteter
Kjellerup Skole har 768 elever, fordelt på 0.-9. klassetrin, og et fritidstilbud, der består af SFO til 0.-2. årgang og fritidsklub til 3.-6. årgang.
Arena Midt i Kjellerup blev indviet i 2010 og har plads til op mod 4.000 tilskuere til bl.a. idræts- og kulturelle begivenheder. Byen har mange forskellige idrætsforeninger, bl.a. fodboldklubben Kjellerup IF.
Midtjyllands Avis udgiver lokalsitet Dit Kjellerup  og ugeavisen Kjellerup Tidende fra redaktionen på Søndergade 21 i Kjellerup.

## Virksomheder
Den 100% danskejede virksomhed Designa, der blev startet i 1992, producerer køkken, bad, bryggers og skydedøre. Den beskæftiger 150 medarbejdere på fabrikken i Kjellerup.
Kjellerup Væveri er startet i 1950 og producerer duge, møbelstoffer og metervarer samt specialprodukter som fx ostelærred, drivhusgardiner og filterstof til medicinalindustrien. Væveriet beskæftiger 3-6 medarbejdere foruden ejerparret.

## Berømte personer fra Kjellerup
- Flemming Mikkelsen, dermatolog
- Bent Jensen, professor, forfatter
- Rikke Agnete Olsen, historiker og museumsinspektør
- Pia Christmas-Møller, politiker
- Carsten Bang, stand-up-komiker
- Mette, sanger også kendt som Danielle Deneuve.
- Thomas Holm, sanger
- Arnela Muminović,[23] fodboldspiller og sportsjournalist
- Rasmus Festersen,[23] fodboldspiller
- Jesper Grønkjær, tryllekunstner

- Søren Malling, skuespiller
- Henrik Vibskov, designer og musiker
- Erik Peitersen, scenograf, kunstner, alt-mulig-mand, tv-personlighed
- Janni Thomsen, fodboldspiller

## Trivia
Dele af TV-serien Krøniken foregår i Kjellerup.[kilde mangler]